# الصندوق العربي للإنماء الاقتصادي والاجتماعي
الصندوق العربي للإنماء الاقتصادي والاجتماعي هو مؤسسة مالية إقليمية عربية يقع مقرها في الكويت، تنصب أغراض الصندوق في تمويل المشروعات الإنمائية الاقتصادية والاجتماعية، عن طريق تمويل المشاريع الاستثمارية العامة والخاصة، وتقديم المعونات والخبرات الفنية.
يضم الصندوق العربي للإنماء في عضويته كل الدول العربية، ويتركز نشاطه في التنمية الاقتصادية والاجتماعية وهو ينطلق في عمله من قاعدة تحييد العمل الاقتصادي العربي حيث تنظم نشاطاته مجموعة من القواعد الموضوعية التي لا تتدخل فيها الأحوال السياسية على الإطلاق.
يوفر الصندوق العربي للإنماء قروضا ميسرة للدول الأعضاء وقد حرص الصندوق على زيادة وتطوير درجة اليسر في قروضه من خلال تخفيض أسعار الفائدة لتصل إلى 2.5% للدول العربية ذات الدخل المنخفض و3% للدول العربية الأخرى، وزيادة فترات السماح والسداد التي تتراوح بين 22-25 عاماً، فضلاً عن ما يقدمه من معونات ومنح غير مستردة تسهم في مختلف مجالات الدراسات والدعم المؤسسي والتدريب، بالإضافة إلى دعم الأوضاع والظروف الطارئة التي تتعرض لها بعض الدول الأعضاء.

## النشأة
طرحت الفكرة كتوصية في مؤتمر وزراء المال والاقتصاد والنفط الذي إنعقد في بغداد في آب أغسطس 1967، وفي مؤتمر القمة العربية المنعقد في الخرطوم عام 1967، أقر المجتمعون المشروع الذي تقدمت به الكويت. وفي
تشرين الأول أكتوبر 1967 قام مؤتمر وكلاء وزارات الاقتصاد والمال العرب في الجزائر بصياغة مشروع الاتفاقية بإنشاء الصندوق المقترح في صورة هيئة مالية إقليمية تؤسس برأسمال مدفوع قدره 100 مليون دينار كويتي.
وفي 15 حزيران مايو 1968، وافق وزراء المال والاقتصاد والنفط تحت مظلة جامعة الدول العربية على الاتفاقية ووقعت في القاهرة، وأعلنت الأمانة العامة للجامعة العربية في 18 كانون أول ديسمبر 1971 نفاذ الإتفاقية بعد شهر من إيداع وثائق تصديق دول لا يقل مجموع اكتتابها عن 45% من رأس المال، وذلك حسب المادة 40 من ذات الإتفاقية. وعقد فيما بعد أول اجتماعاته الرسمية بالكويت في يوم 06/02/1972، بعد استكماله هيكله الإداري والقانوني.

## وصلات خارجية
- موقع الصندوق العربي للإنماء الاقتصادي والأجتماعي